# Cuevas de Chobhar
Cuevas de Chobhar son una extensa red de cuevas naturales cerca del pueblo de Chobhar, que se encuentra a 9 km al suroeste de Katmandú, en el país asiático de Nepal. Chobhar también es conocida por la garganta Chobhar a través del cual fluye toda el agua del valle. Un pequeño templo de Adinath Sampradaya se encuentra en la cima de una colina cercana. El templo ofrece una vista de montañas cubiertas de nieve.
Según la leyenda local, el Valle de Katmandú fue un lago. Se cree que la diosa Manjushree cortó una garganta en un lugar llamado Quebrada Chobhar, cerca de una antigua colina de Chobhar y dreno las aguas para crear tierra habitable.